# Jaroslav Ronek
Jaroslav Ronek (22. května 1892 Vršovice – 1962) byl český malíř lokomotiv, nádraží, průmyslových objektů, ilustroval časopis Moře a plavba. Studoval soukromě u profesora Reisnera a profesora Preislera v Praze.
Nejčastějším námětem jeho obrazů byla lokomotiva 387.0 známá pod přezdívkou mikádo. Více ceněné jsou malby dalších lokomotiv, ale také třeba letadla, továrny a další technické náměty.
Je oblíben skupinou sběratelů z Čech i Německa. Své obrazy, dle pamětníků, rozdával někdy i za polévku. Velkým sběratelem Ronkových děl byl televizní režisér Jan Bonaventura. Jeho sbírka čítá více než 30 obrazů s železniční tematikou, mezi zajímavosti patří malba tramvaje, kterou měl pro potěšení ve své pracovně.